# Mury miejskie w Pasymiu
Mury miejskie w Pasymiu – zabytkowe obwarowania Pasymia, wybudowane w XIV wieku. Zachowane fragmenty mieszczą się przy kościele ewangelickim i ulicach: Ogrodowej, Kościuszki i Pocztowej.